# Милан Пирочанац
Милан Пирочанац (на сръбски: Милан Пироћанац) е сръбски политик, съосновател, идеолог и първи лидер на Прогресивната партия от 80-те години на XIX век и министър-председател на Сърбия от 2 ноември 1880 до 3 октомври 1883 година. При управлението му, силно повлияно от княз Милан Обренович, Сърбия се обвързва политически и икономически с Австро-Унгария. Предприети са стъпки за модернизация, но усилията на Пирочанац за конституционна реформа и превръщане на страната в парламентарна монархия се провалят.

## Биография

### Потекло и ранна кариера
Милан Пирочанац е роден през 1837 година в Ягодина. Баща му Стеван Неделкович произхожда от пиротското село Шугрин (оттук и прозвището Пирочанац), на младини е хайдутин, а по-късно минава на служба при княз Милош Обренович и е чиновник в Княжевац. Милан учи в гимназии в Крагуевац и Белград, а по-късно (от 1854 до 1856 година) в правния департамент на Белградския лицей. Дипломира се като юрист в Париж през 1860, а година по-късно, след престой в Хайделберг, се завръща в Сърбия.
След завръщането си Пирочанац постъпва на служба в министерството на външните работи под ръководството на Илия Гарашанин. През 1867 година се издига до административен директор („начелник“) на министерството, но с убийството на княз Михаил Обренович и идването на регентите дипломатическата му кариера е прекъсната. Преместен е на служба като председател на окръжния съд в Белград, а по-късно (1871) на съда в Горни Милановац.
През 1873 година Пирочанац се включва в политиката като депутат, назначен в Скупщината в княжеската квота. В края на 1874 и началото на 1875 година е министър на външните работи в краткотрайното правителство на консерватора Ачим Чумич. След това става член на Касационния съд.
След избухването на въстанието в Херцеговина и Босна срещу османската власт, Пирочанац издава вестник „Шумадия“ (март-май 1876), с който се включва в агитацията за подновяване на Балканския съюз и война с турците.

### На власт
През януари 1880 година Пирочанац и група т.нар. „млади консерватори“ започват да издават вестник „Видело“, в който излагат вижданията си за реформи в наложената от либералите на Йован Ристич конституция. С вестника се проповядват свобода на печата и сдруженията, независимост на съдилищата от политическите сили, отговорност на държавните служители и ограничаване на прерогативите на изпълнителната власт.
С тази политическа програма Пирочанац идва на власт през октомври 1880 година, когато княз Милан Обренович му поверява министър-председателския пост (заедно с министерството на правосъдието). Едно от първите действия на правителството на Пирочанац е подписването на търговски договор с Австро-Унгария, с който на Двойната монархия е предоставено едностранно правото на най-облагодетелствана нация. В началото на управлението си прокарва ред либерални закони (включително за свобода на печата) и съдебна реформа, но същевременно запълва администрацията и съдилищата с лица, верни на учредената в 1881 година Прогресивна (Напредняшка) партия.
През 1881 година княз Милан и министърът на външните работи Чедомил Миятович сключват без знанието на Пирочанац политическа конвенция с Австро-Унгария, подчинявайки сръбската дипломация на Виена. Пирочанац окачествява поетите задължения като австрийски протекторат над Сърбия, но ги приема с незначителни поправки.
През юни 1881 година правителството започва строежа на железопътната линия Белград – Ниш. За финансирането му сключва неблагоприятен договор с френския спекулант Йожен Бонту, чийто банкрут в началото на 1882 година носи значителни загуби на сръбската държава и води до остър конфликт с влиятелната Радикална партия. Отказът на Пирочанац да даде отчет за аферата Бонту води до бойкот на Скупщината от радикалите и предсрочни избори, спечелени от тях въпреки правителствените репресии. Пирочанац си осигурява работещ парламент, като анулира избора на радикалските депутати и поставя на тяхно място загубилите кандидати-напредняци. Напредняците губят и парламентарните избори, свикани през септември 1883 година за ратификация на железопътната конвенция с България. Тълкувайки това поражение като отхвърляне на огласените по-рано планове за конституционна реформа (въвеждане на двукамарен парламент и повишаване на имуществения ценз), Пирочанац подава оставката на правителството си още същия месец.

### Извън властта
Макар да излиза от изпълнителната власт, Пирочанац остава лидер на управляващата Напредняшка партия още три години. Настояването му за конституционна реформа обаче е блокирано от министър-председателя Милутин Гарашанин. Възползвайки се от неуспеха на Гарашанин в Сръбско-българската война, Пирочанац поставя въпроса още веднъж, но губи подкрепата на съпартийците си. Това води до излизането му от партията и оттеглянето му от политическия живот през 1886 година.
След оттеглянето си от политиката Пирочанац развива успешна кариера като адвокат. В годините до смъртта си се отдава често на публицистика по минали и актуални политически събития. Негови са няколко трактата за дипломацията на Сърбия:
- „Међународни положаj Србиjе“ (публикуван през 1892);
- „Кнез Михаило и заjедничка радња Балканских народа“ (1895);
- „Белешке поводом jедне Дипломатске историjе“ (1896).

Пирочанац се жени два пъти. Първата му съпруга, Елена, умира през 1879, само година след сватбата. През 1881 година Пирочанац се жени за Амалия Милованович, дъщеря на търговец от Нови Сад. От нея има дъщеря и трима сина.